# Les Misérables (2019)
Les Misérables is een Franse film uit 2019, geregisseerd door Ladj Ly en gebaseerd op de gelijknamige korte film van Ly.

## Verhaal
De film werd geïnspireerd door de rellen in de Parijse buitenwijken in 2005. Stéphane is een jonge politieman die Cherbourg heeft verlaten om zich aan te sluiten bij de anticriminaliteitsbrigade in Montfermeil waar er grote spanningen zijn tussen de diverse groepen in de wijk. Wanneer hij samen met zijn ervaren collega’s Chris en Gwada een arrestatie wil verrichten, komen ze in de problemen.

## Rolverdeling
| Acteur         | Personage   |
| -------------- | ----------- |
| Damien Bonnard | Stéphane    |
| Alexis Manenti | Chris       |
| Djibril Zonga  | Gwada       |
| Issa Perica    | Issa        |
| Jeanne Balibar | Commissaris |

## Productie
Les Misérables was de debuutfilm van Ladj Ly en ging op 15 mei 2019 in première op het filmfestival van Cannes in de competitie voor de Gouden Palm waar hij de Prijs van de jury won. De film kreeg positieve kritieken van de filmcritici met een score van 84% op Rotten Tomatoes, gebaseerd op 87 beoordelingen.
De film werd geselecteerd als 
Franse inzending voor de beste internationale film voor de 92ste Oscaruitreiking en werd ook genomineerd.

## Prijzen en nominaties
De belangrijkste:
| Jaar | Prijs                   | Categorie                    | Genomineerde(n)                             | Uitslag     |
| ---- | ----------------------- | ---------------------------- | ------------------------------------------- | ----------- |
| 2020 | Academy Awards          | Beste internationale film    | Ladj Ly                                     | Genomineerd |
| 2020 | Golden Globe Awards     | Beste niet-Engelstalige film | Ladj Ly                                     | Genomineerd |
| 2020 | Critics' Choice Awards  | Beste niet-Engelstalige film | Ladj Ly                                     | Genomineerd |
| 2019 | Filmfestival van Cannes | Prijs van de jury            | Ladj Ly                                     | Gewonnen    |
| 2019 | Europese Filmprijzen    | Beste film                   | Ladj Ly                                     | Genomineerd |
| 2019 | Europese Filmprijzen    | Beste scenario               | Ladj Ly, Giordano Gederlini, Alexis Manenti | Genomineerd |
| 2019 | Europese Filmprijzen    | Beste debuutfilm             | Ladj Ly                                     | Gewonnen    |